# Marcel Bataillon
Marcel Bataillon  (* 20. Mai 1895 in Dijon; † 4. Juni 1977 in Paris) war ein französischer Romanist und Hispanist.

## Leben und Werk
Marcel Bataillon war der Sohn des Zoologen Eugène Bataillon (1864–1953). Er besuchte das Lycée Louis-le-Grand und absolvierte die École normale supérieure (1913). 1920 bestand er die Agrégation für Spanisch. Von 1915 bis 1922 studierte er an der École des Hautes Études hispaniques et ibériques in Madrid (1916–1918 Kriegsdienst); von 1922 bis 1926 war er Französischlektor an der Universität Lissabon. Von 1926 bis 1929 unterrichtete er Spanisch an der Universität Bordeaux, dann war er bis 1937 Maître de conférences an der Universität Algier.
1937 habilitierte er sich mit den beiden Thèses Érasme et l’Espagne. Recherches sur l’histoire spirituelle du XVIe siècle (Paris 1937; 3 Bde., Genf 1991 [mit Schriftenverzeichnis], 1998; spanisch, Mexiko 1950, Madrid 1966, 1979, 1983, 1986) und (Hrsg.) Juan de Valdés, Diálogo de doctrina cristiana (Coimbra 1924) und war bis 1945 Professor für Spanisch an der Sorbonne, von 1945 bis 1965 Professor für die Sprachen und Literaturen der Iberischen Halbinsel und Lateinamerikas am Collège de France (ab 1955 auch Administrator). 1952 wurde er Mitglied der Académie des inscriptions et belles-lettres. 1967 wurde er zum korrespondierenden Mitglied der British Academy gewählt.
Er war Herausgeber der Zeitschriften Bulletin hispanique und Revue de littérature comparée. 1963 war Bataillon Gründungsmitglied der Fondation Maison des Sciences de l’Homme (FSMH).
Bataillon war vom 1. Juli bis zum 16. August 1941 Häftling des KZ Royallieu.

## Ehrungen
- 1964 Kommandeur der Ehrenlegion
- Ritter des Ordens der heiligen Isabella
- mehrfacher Ehrendoktor und Mitglied mehrerer europäischer Akademien, darunter der Bayerischen Akademie der Wissenschaften.

## Schriften (Auswahl)

### Als Autor
Autobiographisches
- Simona Munari (Hrsg.): Lettres de Marcel Bataillon à Jean Baruzi. Autour de hispanisme. Turin 2005. (Vorwort von Claude Bataillon).

Monographien
- Études sur le Portugal au temps de l’humanisme. Coimbra 1950, 1974.
- Le Docteur Laguna, auteur du „Voyage en Turquie“. Paris 1958.
- La Célestine selon Fernando de Rojas. Paris 1961, 1991
- Varia lección de clásicos españoles. Madrid 1964.
- Études sur Bartolomé de Las Casas. Paris 1966.[3]
- zusammen mit André Berge und François Walter: Rebâtir l’école. Paris 1967.
- Novedad y fecundidad del Lazarillo de Tormes. Salamanca 1968.
- Pícaros y picaresca. La pícara Justina. Madrid 1969, 1982.
- El Hispanismo y los problemas de la historia de la espiritualidad española. Madrid 1975.
- Erasmo y el erasmismo. Barcelona 1977, 1983, 2000.
- La colonia. Ensayos peruanistas. Lima 1995.

Vorlesungen
- Les Jésuites dans l’Espagne du XVIe siècle. Paris 2009 (Vorlesung am Collège de France 1945–1946)[4]

Als Herausgeber
- Le roman picaresque, Paris 1931.
- zusammen mit André Saint-Lu:  Las Casas et la défense des Indiens. Paris 1970, 1973.
- La vie de Lazarillo de Tormès. Paris 1994.